# Arthur Rubinstein
Arthur Rubinstein (sinh ngày 28/1/1887 tại Łódź, Ba Lan và mất ngày 20/12/1982 tại Geneva, Thụy Sĩ) là nghệ sĩ piano người Mỹ gốc Ba Lan nổi tiếng với những bản nhạc Chopin và được xem như là một trong những nghệ sĩ piano vĩ đại nhất thế kỉ 20. Ông đến Paris để khởi đầu sự nghiệp vào năm 1904, và lần cuối biểu diễn trên sân khấu vào tháng 5 năm 1976. Arthur Rubinstein nhận được nhiều giải thưởng quan trọng, trong đó có giải Grammy. Ông cũng được tặng một ngôi sao trên Đại lộ Danh vọng Hollywood vì những đóng góp trong lĩnh vực Thu âm. Bộ phim tài liệu về ông: Arthur Rubinstein - Tình yêu cuộc sống (Arthur Rubinstein - The Love Of Life) đã giành giải Oscar cho "Phim tài liệu xuất sắc nhất" năm 1969 và được chọn trình chiếu tại Liên hoan phim Cannes.

## Thời trẻ

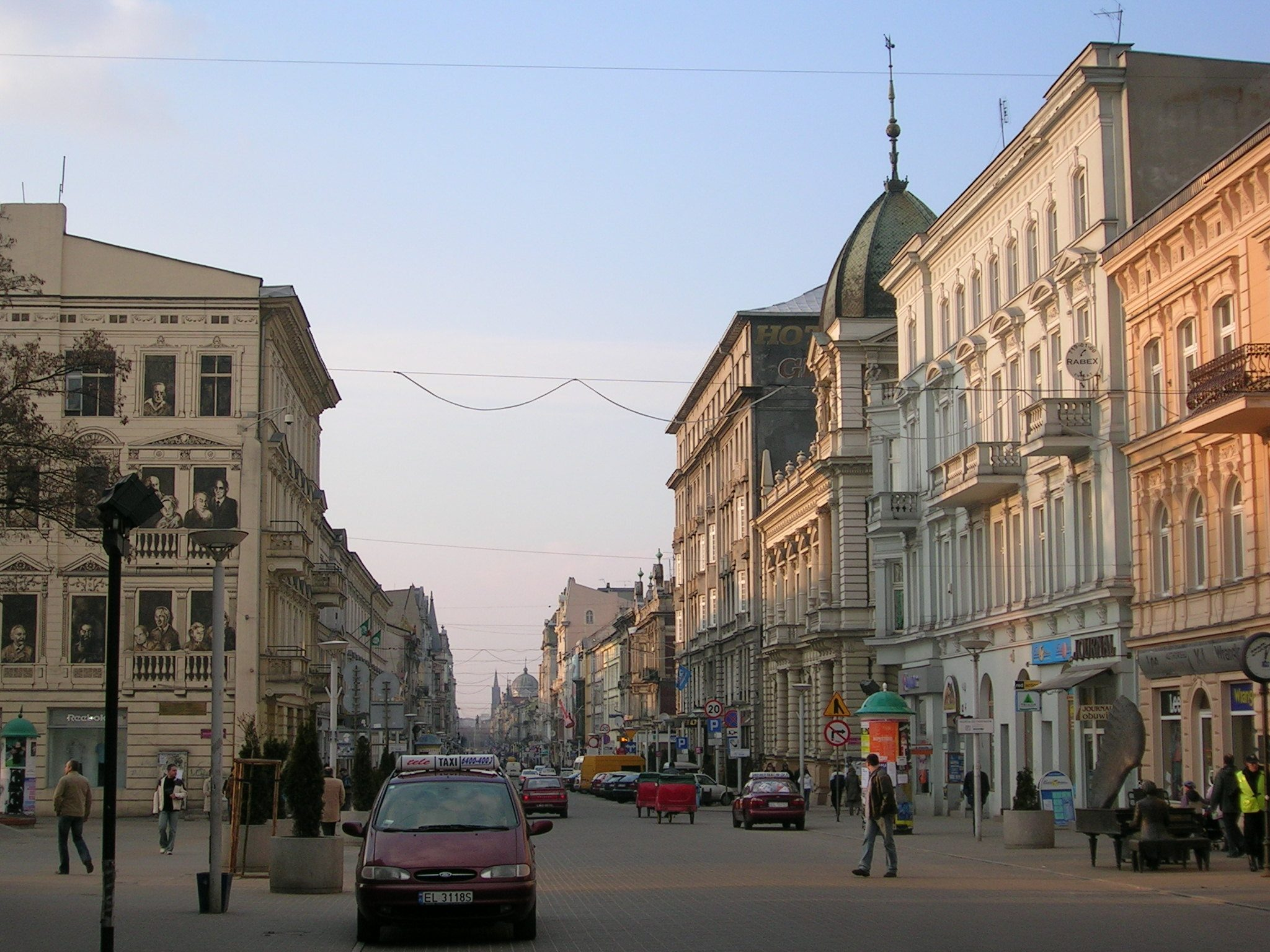
Rubinstein lớn lên ở phố Piotrkowska, Łódź, Ba Lan

Rubinstein sinh ra trong một gia đình Ba Lan người Do Thái bị đồng hóa. cậu là con út trong số tám người con. Cha của cậu là một chủ nhà máy giàu có.
Tên lúc sinh của cậu là Artur Rubinstein, dù ở các nước nói tiếng Anh người ta gọi cậu là Arthur Rubinstein.  
Lúc lên hai tuổi, cậu tỏ ra là một người có khả năng thẩm âm hoàn hảo và đam mê piano, theo dõi các bài học piano của chị mình. Lúc lên 4, cậu đã được công nhận là một thần đồng. Nhạc công violin Hungary Joseph Joachim lúc nghe cậu bé lên 4 chơi violin, ông đã có ấn tượng lớn và bắt đầu dạy cậu bé thần đồng này. Rubinstein đầu tiên học piano ở Warsaw. Lúc lên 10, cậu chuyển đến Berlin để tiếp tục học tập.Năm 1900 cậu lên 13 tuổi và đã biểu diễn lần đầu ở Berlin Philharmonic, sau đó là biểu diễn ở Đức và Ba an và tiếp theo là học với thầy  Karl Heinrich Barth (một phụ tá của Liszt, von Bülow, Joachim và Brahms; Barth cũng dạy Wilhelm Kempff). Lúc là học trò của Barth, Rubinstein đã thừa kế được kiến thức sư phạm nổi tiếng. Barth là học trò của Liszt, là người được dạy bởi Czerny, mà Czerny là học trò của Beethoven.